# لقاء في تدمر (فلم)
لقاء في تدمر (بالإنجليزية: Meeting in Palmyra )، فيلم سينمائي سوري للثنائي دريد لحام ونهاد قلعي.

## قصة الفيلم
يموت أحد رجال الأعمال الأغنياء في ظروف غامضة، تتولى الشرطة التحقيق في الجريمة وتتجه أصابع الاتهام إلى شريكه في الشركة الذي كان يحاول التخلص منه للانفراد بإدارة الشركة، توفد الشرطة أحد رجالها السريين ليعمل في الشركة كموظف جديد يتعرف إلى شقيقة الشريك الذي تحوم حوله الشبهات، ويقع في غرامها، ويحاول في ذات الوقت معرفة الحقيقة، وحل لغز جريمة القتل.

## فريق العمل[2]

### تمثيل
- دريد لحام: نبيل
- نهاد قلعي
- هالة شوكت: ليلى
- أحمد عداس
- خضر الشعار
- عدنان عجلوني
- محمد طرقجي
- ماغي: ممثلة سويسرية.
- المطربة يسرى البدوية
- صبري عياد
- يعقوب أبو غزالة

وشاركت قوة من الهجانة في مدينة تدمر الأثرية .

### العمليات الفنية
تأليف
- يوسف معلوف: قصة وسيناريو وحوار.
- نهاد قلعي: سيناريو وحوار.
- محمود نصير: سيناريو وحوار.

إخراج
- يوسف معلوف: مخرج.
- دريد لحام: مساعد مخرج.
- نبيل زبيدي: كلاكيت.

التصوير
- محمد الرواس: مدير التصوير.
- محمود عياد دريزه: مصور.
- وليم نعمة: مساعد مصور

## موسيقى الفيلم
تعاون كبار الفنانين في ذلك الوقت على تأليف موسيقى وأغاني الفيلم. وهي أربع أغنيات:
- مكتوب على سيوفنا (كلمات عمر الحلبي - ألحان سهيل عرفة - غناء يسرا البدوية)
- عشقنا غراب (كلمات عمر الحلبي - ألحان سهيل عرفة - غناء يسرا البدوية)
- بكرة الحق يبان (كلمات وألحان عبد الغني الشيخ)
- يامو يامو (كلمات عمر حلبي - غناء وألحان دريد لحام)